# Реїкум

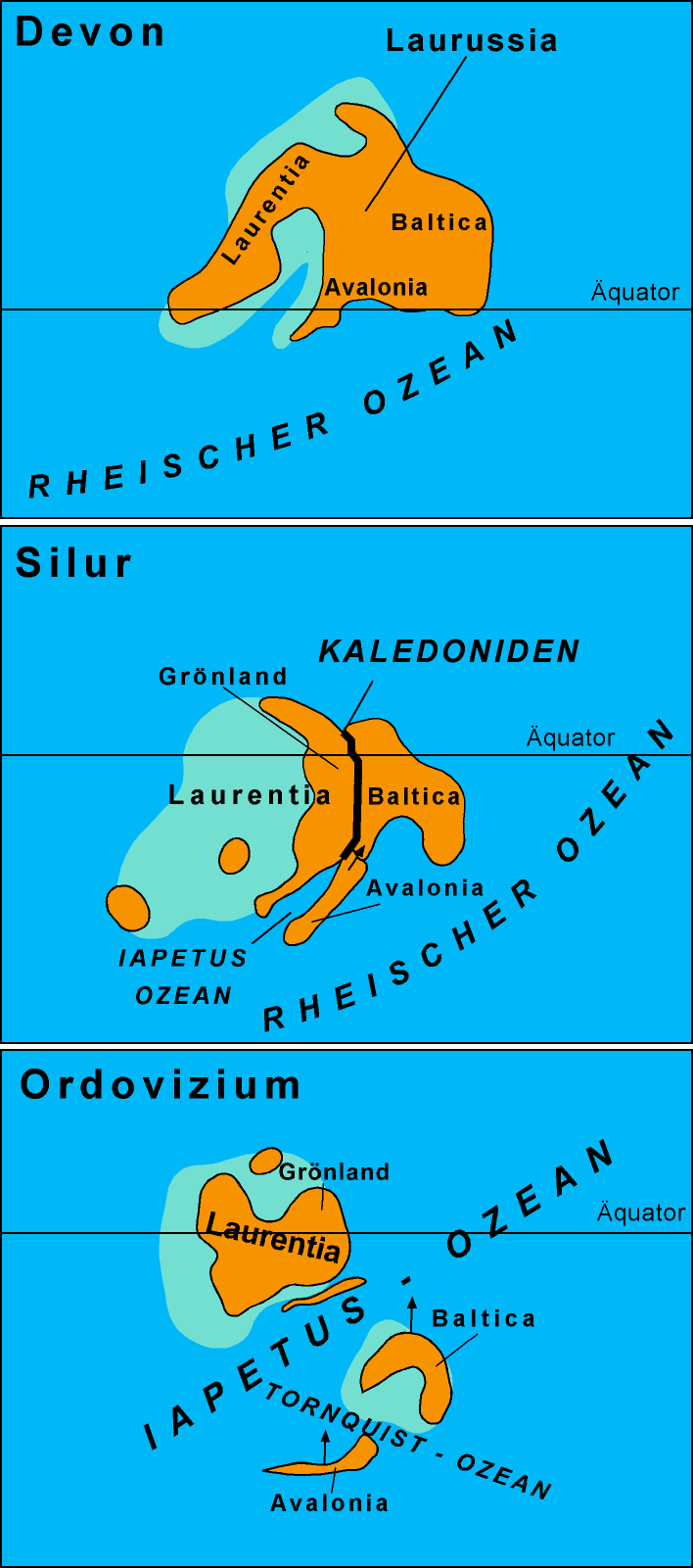
Схематична діаграма палеографічної еволюції Реїкуму та Авалонії, Балтики, Лаврентії (назви дані на німецькій мові. Знизу вгору: Ордовик, Силур, Девон)

Реїкум або Рейський океан (англ. Rheic Ocean) — давній океан, який відділяв два великі палеоконтиненти Гондвану та Лавруссію. Він був одним з основних океанів Палеозою, його сутури сьогодні простягаються на 10 000 км від Мексики до Туреччини, а його закриття мало наслідком утворення суперконтиненту Пангеї та формування Герцинського–Аллеганського–Уошитського орогенезів.

## Етимологія
Океан, що розташовувався між Гондваною та Лаврентією у ранньому Кембрійському періоді, отримав назву за Япетом, який у давньогрецькій міфології був батьком Атланта, так само, як Япетський океан був попередником Атлантичного океану. Океан між Гондваною та Лавруссією (Лаврентія-Балтика-Авалонія) у пізньому Кембрії — ранньому Ордовику був названий Рейським океаном або Реїкумом за Реєю, сестрою Япета.

## Геодинамічна еволюція
На початку Палеозою, бл. 540 мільйонів років тому, більшість континентальної маси Землі була зосереджена довкола південного полюсу у вигляді палеоконтиненту Гондвана. Залишок суші формував ряд малих континентів, наприклад Лаврентію та Балтику. Між Гондваною, Лаврентією та Балтикою був розташований палеозойський Япетський океан. Протягом Едіакарію на північному кінці Гондвани домінувала Кадомська складчастість. Цей орогенез сформував скелясту гірську вулканічну дугу там, де відбувалась субдукція океанічної кори під Гондвану. Коли відбувалась субдукція серединно-океанічного хребта під косим кутом, вздовж північного кінця Гондвани утворились витяжні улоговини Між пізнім Кембрієм та раннім Ордовиком ці улоговини перетворились у рифти, простягнуті вздовж північного кінця Гондвани. Рифти у свою чергу перетворились у серединно-океанічні хребти нового океану, який відділяв малі континентальні фрагменти (Авалоню, Кароліну) від основного суходолу Гондвани.
По мірі дрейфу Авалонії-Кароліни на північ від Гондвани відбувалось зростання Рейського океану до досягнення максимальної широти (4 000 км) у Силурі. Це також призвело до закриття Япетського океану, коли Авалонія-Кароліна зіткнулись з Лаврентією і розпочався Аллеганський орогенез.
Закриття Реїкуму почалось у ранньому Девоні та завершилось у Міссісіпії, коли Гондвана та Лаврентія зіткнулись і сформували Пангею. Це закриття мало наслідком найбільшого викликаного зіткненням континентів орогенезу Палеозою: Герцинського та Аллеганського орогенезів між західно-африканською межею Гондвани та південною Балтикою і східною Лаврентією, та Уошитський орогенез між амазонською межею Гондвани та південною Лаврентією.